# غریبه‌ای در راه
غریبه‌ای در راه یک مجموعه تلویزیونی محصول سال ۱۳۷۸ به کارگردانی علی نقی‌لو می‌باشد که از شبکه یک پخش شد. این مجموعه در برنامه سیمای خانواده پخش می‌شد.

## بازیگران
- رضا توکلی
- زهره حمیدی
- امیرمختار کمالی
- بابک والی[۲]
- حسین چنگی
- ژیلا رمضانی
- عاطفه حیدرزاده
- علی علینقیان
- علی نقی‌لو
- فرید رحمتی
- کامران اماملی
- لیدا عباسی
- ماندانا نیرومند
- مجید مشیری
- محمد جهانگرد
- ملیحه اکبری
- مهران مولایی
- نکیسا نمکی